# Elezioni regionali nelle Marche del 2000
Le elezioni regionali italiane del 2000 nelle Marche si sono tenute il 16 aprile. Esse hanno visto la vittoria del presidente uscente Vito D'Ambrosio, sostenuto dal centro-sinistra, che ha sconfitto il candidato della Casa delle Libertà, Maurizio Bertucci.

## Risultati
| Candidati                                                       | Candidati                                                       | Voti                                                            | %     | Liste                         | Voti    | %     | Seggi |
| --------------------------------------------------------------- | --------------------------------------------------------------- | --------------------------------------------------------------- | ----- | ----------------------------- | ------- | ----- | ----- |
|                                                                 | Vito D'Ambrosio (Marche Democratiche) ✔️ Presidente             | 429 288                                                         | 49,92 | Democratici di Sinistra       | 216 933 | 26,79 | 9     |
| Partito della Rifondazione Comunista                            | Vito D'Ambrosio (Marche Democratiche) ✔️ Presidente             | 429 288                                                         | 49,92 | 52 660                        | 6,50    | 2     |       |
| Partito Popolare Italiano - UDEUR                               | Vito D'Ambrosio (Marche Democratiche) ✔️ Presidente             | 429 288                                                         | 49,92 | 42 585                        | 5,26    | 2     |       |
| I Democratici                                                   | Vito D'Ambrosio (Marche Democratiche) ✔️ Presidente             | 429 288                                                         | 49,92 | 34 879                        | 4,31    | 1     |       |
| Federazione dei Verdi                                           | Vito D'Ambrosio (Marche Democratiche) ✔️ Presidente             | 429 288                                                         | 49,92 | 20 762                        | 2,56    | 1     |       |
| Partito dei Comunisti Italiani                                  | Vito D'Ambrosio (Marche Democratiche) ✔️ Presidente             | 429 288                                                         | 49,92 | 19 712                        | 2,43    | 1     |       |
| Socialisti Democratici Italiani                                 | Vito D'Ambrosio (Marche Democratiche) ✔️ Presidente             | 429 288                                                         | 49,92 | 19 334                        | 2,39    | 1     |       |
| Seggi assegnati alla lista regionale                            | Seggi assegnati alla lista regionale                            | Seggi assegnati alla lista regionale                            | 49,92 | 8                             |         |       |       |
|                                                                 | Maurizio Bertucci (Per le Marche)                               | 380 116                                                         | 44,20 | Forza Italia                  | 158 705 | 19,60 | 7     |
| Alleanza Nazionale                                              | Maurizio Bertucci (Per le Marche)                               | 380 116                                                         | 44,20 | 131 177                       | 16,20   | 5     |       |
| Cristiani Democratici Uniti                                     | Maurizio Bertucci (Per le Marche)                               | 380 116                                                         | 44,20 | 39 610                        | 4,89    | 1     |       |
| Centro Cristiano Democratico                                    | Maurizio Bertucci (Per le Marche)                               | 380 116                                                         | 44,20 | 28 195                        | 3,48    | 1     |       |
| Liberal Sgarbi - I Libertari                                    | Maurizio Bertucci (Per le Marche)                               | 380 116                                                         | 44,20 | 7 610                         | 0,94    | –     |       |
| Lega Nord                                                       | Maurizio Bertucci (Per le Marche)                               | 380 116                                                         | 44,20 | 2 124                         | 0,26    | –     |       |
| Seggio assegnato al candidato presidente classificatosi secondo | Seggio assegnato al candidato presidente classificatosi secondo | Seggio assegnato al candidato presidente classificatosi secondo | 44,20 | 1                             |         |       |       |
|                                                                 | Marcello Crivellini                                             | 20 441                                                          | 2,38  | Lista Emma Bonino             | 15 065  | 1,86  | –     |
|                                                                 | Luciana Sbarbati                                                | 19 083                                                          | 2,22  | Partito Repubblicano Italiano | 13 381  | 1,65  | –     |
|                                                                 | Enrico Buoncompagni                                             | 11 106                                                          | 1,29  | Viva le Marche                | 7 085   | 0,87  | –     |
| Totale                                                          | Totale                                                          | 860 034                                                         | 100   |                               | 809 817 | 100   | 40    |